# 北川裕之
北川 裕之（きたがわ ひろゆき、1959年（昭和34年）1月2日 - ）は、日本の政治家。三重県名張市長（1期）。元三重県議会議員（5期）。

## 来歴
三重県名張市出身。三重県立上野高等学校、同志社大学法学部卒業。
1981年から11年間名張市職員として勤め、1992年からは地元ケーブルテレビ会社で勤務した。
太平洋戦争中に戦艦大和の乗組員を務め、終戦後は語り部として活動した父や、北川正恭元県知事の影響で政治家を志し、2003年より三重県議会議員を務める。2018年1月、当時所属していた民進党を離党し、名張市長選挙への立候補を表明したが、この時の市長選では現職の亀井利克に敗れ落選。翌年に県議に復帰した。
2022年3月9日、市長選挙に立候補するため県議を辞職。4月17日投開票の市長選では、前名張市議の森脇和徳（自由民主党推薦）をダブルスコアの大差で破り、初当選した。